# Forcados (Fluss)
Der Fluss Forcados (Forçados) ist der westliche Mündungsarm des Nigers.

## Geografie
Wenn der Niger das Delta erreicht, teilt er sich fächerförmig auf. Dabei haben sich zwei Hauptarme herausgebildet: ein westlicher Arm, der Forcados und ein östlicher Arm, der Nun, der allerdings tatsächlich eher in südsüdwestliche Richtung fließt und wie der Forcados schließlich in die Bucht von Benin mündet.
Brücken gibt es bei den Orten Patani und Bomadi.
Der Forcados ist der Zugang zum Seehafen Warri.

## Wirtschaft
Seit Mitte 1969 gibt es eine Pipeline, die das an der Mündung liegende Shell-Ölverladeterminal Forcados versorgt.